# Thelazia skrjabini
Thelazia skrjabini är en rundmaskart. Thelazia skrjabini ingår i släktet Thelazia, och familjen Thelaziidae. Arten är reproducerande i Sverige.